# Thomas Pereira
Thomas Austin Pereira (ur. 12 czerwca 1973 w Sarpsborgu) – norweski piłkarz grający na pozycji obrońcy.

## Kariera klubowa
Karierę juniorską spędził w Yven IF. W 1995 przeniósł się do Sarpsborg FK, gdzie zaczął profesjonalną karierę. W 1996 trafił do Moss FK, a rok później został zawodnikiem Viking FK. W lipcu 2006 przedłużył kontrakt z klubem nie wykluczając możliwości powrotu do Sarpsborg FK na koniec kariery. W październiku 2008 po raz kolejny przedłużył umowę z zespołem, mówiąc że „nie zagra już dla żadnego innego klubu”. W listopadzie 2009 odbył się jego mecz pożegnalny, w którym Viking FK zremisował 1:1 z SK Brann. W Norwegii mecze pożegnalne są bardzo rzadkim zjawiskiem. Pereira we wszystkich rozgrywkach zagrał dla Vikinga 433 mecze i strzelił 10 goli, co plasuje go na 6. pozycji w klubie pod względem liczby spotkań.

## Kariera reprezentacyjna
Pereira zagrał w 8 meczach dla reprezentacji Norwegii w latach 1997-2003. Zadebiutował 18 stycznia 1997 z Koreą Południową.

## Kariera trenerska
W 2011 Pereira był trenerem Randaberg IL, ale po zakończeniu sezonu z powodów osobistych zrezygnował i wrócł do Vikingu, gdzie został trenerem przygotowania fizycznego.